# Nicola Correia-Damude
Nicola Correia-Damude, née à Toronto, en Ontario, est une actrice et chanteuse canadienne. Elle est principalement connue pour le rôle de Maryse Lightwood dans la série Shadowhunters, ainsi que pour celui de Diane dans la série Seule contre tous.

## Biographie
Nicola est diplômée de l'école des arts d'Etobicoke, du Studio 58, et du Conservatoire de théâtre classique de Birmingham.
Le 14 juillet 2018, elle annonce sa bisexualité lors d'un congrès en l'honneur de la série Shadowhunters dans laquelle elle joue le rôle de Maryse Lightwood depuis le lancement de la série.

## Filmographie

### Cinéma

#### Courts métrages
- 2011 : Furstenau Mysteries : Marie
- 2012 : Where Are the Dolls : L

#### Longs métrages
- 2006 : Memory : l'infirmière
- 2012 : Margarita : Margarita
- 2012 : Havana 57 : Carla Leon
- 2018 : Hellmington : Samantha Woodhouse
- 2018 : The Holiday Calendar : Mayor Patricia Martinez
- 2020 : Mon espion : Christina
- 2021 : Die in a Gunfight de Collin Schiffli

### Télévision

#### Séries télévisées
- 2005 : Young Blades (en) : la serveuse (mini-série)
- 2005-2006 : Degrassi: The Next Generation : Diane
- 2011 : Air Crash : colonel Lorilys Ramos
- 2013 : Haven : Rhonda
- 2014 : Republic of Doyle : Renee
- 2014 : Remedy : Tess Carter
- 2015 : Annedroids : Ada
- 2014-2015 : The Strain : Nikki
- 2016-2019 : Shadowhunters : Maryse Lightwood
- 2018-2021 : Seule contre tous : Diane
- 2019-2020 : The Boys : Elena
- 2020 : October Faction : Gina Fernandez
- 2021 : The Republic of Sarah : Alexis Whitmore
- 2025 : SkyMed : Marianne Feriera